# Mathieu Sans
Pour les articles homonymes, voir Sans.
Mathieu Sans, né le 25 septembre 1980 à Pontacq, est un joueur de rugby à XV évoluant au poste de demi d'ouverture (1,78 m pour 80 kg).

## Carrière
- FC Lourdes
- Section paloise (espoirs)
- US Colomiers
- 2002-2003 : Castres olympique
- 2003-2004 : Stade aurillacois
- 2004-2005 : USA Limoges
- 2005-2008 : US Colomiers

## Palmarès
- Champion de France Reichel avec Pau.